# ويليام نيل رينولدز
ويليام نيل رينولدز (بالإنجليزية: William Neal Reynolds)‏ هو شخصية أعمال أمريكي، ولد في 22 مارس 1863 في مقاطعة باتريك في الولايات المتحدة، وتوفي في 10 سبتمبر 1951.